# Nancy Montour
Pour les articles homonymes, voir Montour.
 (novembre 2017).
Si vous disposez d'ouvrages ou d'articles de référence ou si vous connaissez des sites web de qualité traitant du thème abordé ici, merci de compléter l'article en donnant les références utiles à sa vérifiabilité et en les liant à la section « Notes et références ».
Nancy Montour est une écrivaine québécoise née en 1969,. Elle travaille dix années dans le domaine du génie civil, tout en rêvant d’écrire pour les enfants. Autodidacte, elle participe à plusieurs concours littéraires par lesquels elle se démarque. Ce qui la conduit à la publication de son premier roman Entre la lune et le soleil.
Elle écrit des œuvres destinées à la jeunesse et travaille aussi comme animatrice dans les bibliothèques et les écoles.

## Œuvres
(septembre 2024).
- Les cadeaux, collection clin d’œil, Isatis, 2018[3]
- Le grand livre d’Alicia en mission, réédition, Dominique et compagnie, 2017
- Je suis le héros, série Xavier le rusé 7, Boréal Maboul, 2017
- Un poney sous les étoiles, série Mika 5, Dominique & Cie, 2016
- Je suis perdu, série Xavier le rusé 6, Boréal Maboul, 2016
- Alicia en pyjama, série Dans ma classe 3- Dominique & Cie, 2016
- Petit chat, collection clin d’œil, Isatis, 2015
- Je suis incroyable, série Xavier le rusé 5, Boréal Maboul, 2015
- Drôle de poney, série Mika 4, roman rouge, Dominique & Cie, 2015
- Alicia en spectacle, série Dans ma classe, Dominique &Cie, 2015
- Le trésor de l’elfe, coll. Cheval-masqué, Bayard Canada, 2015
- Un chat et un poney, série Mika 3, roman rouge, Dominique &Cie, 2014
- Je suis mal pris, série Xavier le rusé 4, Boréal Maboul, 2014
- La grotte de la déesse, coll. Cheval-masqué, Bayard Canada, 2014
- Je suis épatant, série Xavier le rusé 3, Boréal Maboul, 2013
- Alicia en mission, série Dans ma classe, Dominique & Cie, 2013
- À dos de poney, série Mika 2, roman rouge, Dominique & Cie, 2013
- Le Noël du dragon, album coll. Raton-Laveur, Bayard Canada, 2013
- Un amour de poney, série Mika 1, roman rouge, Dominique & Cie, 2012
- Je suis épouvantable, série Xavier le rusé 2, Boréal Maboul, 2012
- Je suis un génie, série Xavier le rusé 1, Boréal Maboul, 2012
- La bataille du dragon, album coll. Raton-Laveur, Bayard Canada, 2012
- La grande chasse au trésor de Millie et Alexis,  nouvelle édition regroupant les trois tomes du Capitaine Flop, Dominique & Cie, 2012
- Abracadabra Lorina, roman rouge, Dominique & Cie, 2011
- La médaille du dragon, album coll. Raton-Laveur, Bayard Canada, 2011
- Le complot, roman, Les éditions du Phoenix, 2010
- La danse du dragon, album coll. Raton-Laveur, Bayard Canada, 2010
- Le chaudron du dragon, album coll. Raton-Laveur, Bayard Canada, 2009
- L’île du dragon, album coll. Raton-Laveur, Bayard Canada, 2009
- Capitaine Flop- La grotte aux secrets, roman lime, Dominique & Cie, 2008
- Capitaine Flop-Le coffre du pirate masqué, roman lime, Dominique & Cie, 2008
- L’heure du dragon, album coll. Raton-Laveur, Bayard Canada, 2008
- Les papillons, documentaire Curieux de savoir, Dominique & Cie, 2008
- Le trésor du dragon, album coll. Raton-Laveur, Bayard Canada, 2007
- Lorina et le monstre de jalousie, roman rouge, Dominique & Cie, 2007
- Capitaine Flop- La chasse au trésor, roman lime, Dominique & Cie, 2007
- Les marionnettes, documentaire Curieux de savoir, Dominique & Cie, 2007
- L’arbre à chats, roman rouge, Dominique & Cie, 2006
- Journal d’un petit héros, roman vert lime, Dominique &Cie, 2006
- Lorina et le secret d’amour, roman rouge, Dominique & Cie, 2005
- La fête du dragon, album coll. Raton-Laveur, Bayard Canada, 2005
- Le cœur au vent, roman rouge, Dominique & Cie, 2003
- Entre la lune et le soleil, roman rouge, Dominique & Cie, 2003

## Honneurs
- 2001 : Concours littéraire de la revue Lurelu
- 2002 : Prix littéraire Henriette-Major, Entre la lune et le soleil
- 2003 : Prix Cécile-Gagnon, Entre la lune et le soleil
- 2004 : Prix littéraires du Gouverneur général, Le Cœur au vent
- 2007 : Conseil canadien d'évaluation des jouets, L'Arbre à chats
- 2009 : Grands prix culturels de la ville de Trois-Rivières 2009, Capitaine Flop